# 伊丽莎白二世加冕礼
伊丽莎白二世加冕礼（英語：Coronation of Elizabeth II）于1953年6月2日在英国倫敦西敏寺舉行。1952年2月6日，伊莉莎白二世的父親喬治六世駕崩，伊莉莎白二世即位。不過加冕典禮並非在伊莉莎白二世登基後立即舉行，加冕典禮當天距離女王登基至少有一年以上的時間，因為必須留出足夠多的時間讓官方有時間準備加冕典禮。在加冕典禮當天，伊丽莎白涂了圣油，穿著长袍並拿著英国王权之物向眾人宣誓并正式加冕。
加冕當天整个英聯邦王國都舉辦了庆祝活动，官方還頒發了伊丽莎白二世加冕勋章。由於在她父母的加冕典禮期間，電視攝影機不獲准進入西敏寺，這是英國首場有電視全程轉播的加冕典禮。這場加冕典禮是英國在20世紀的第四場兼最後一場加冕典禮。據估計，英國當局共花費了157萬英鎊舉辦加冕典禮，在2023年相當於大約5357萬英鎊。